# 슬로우 슬립

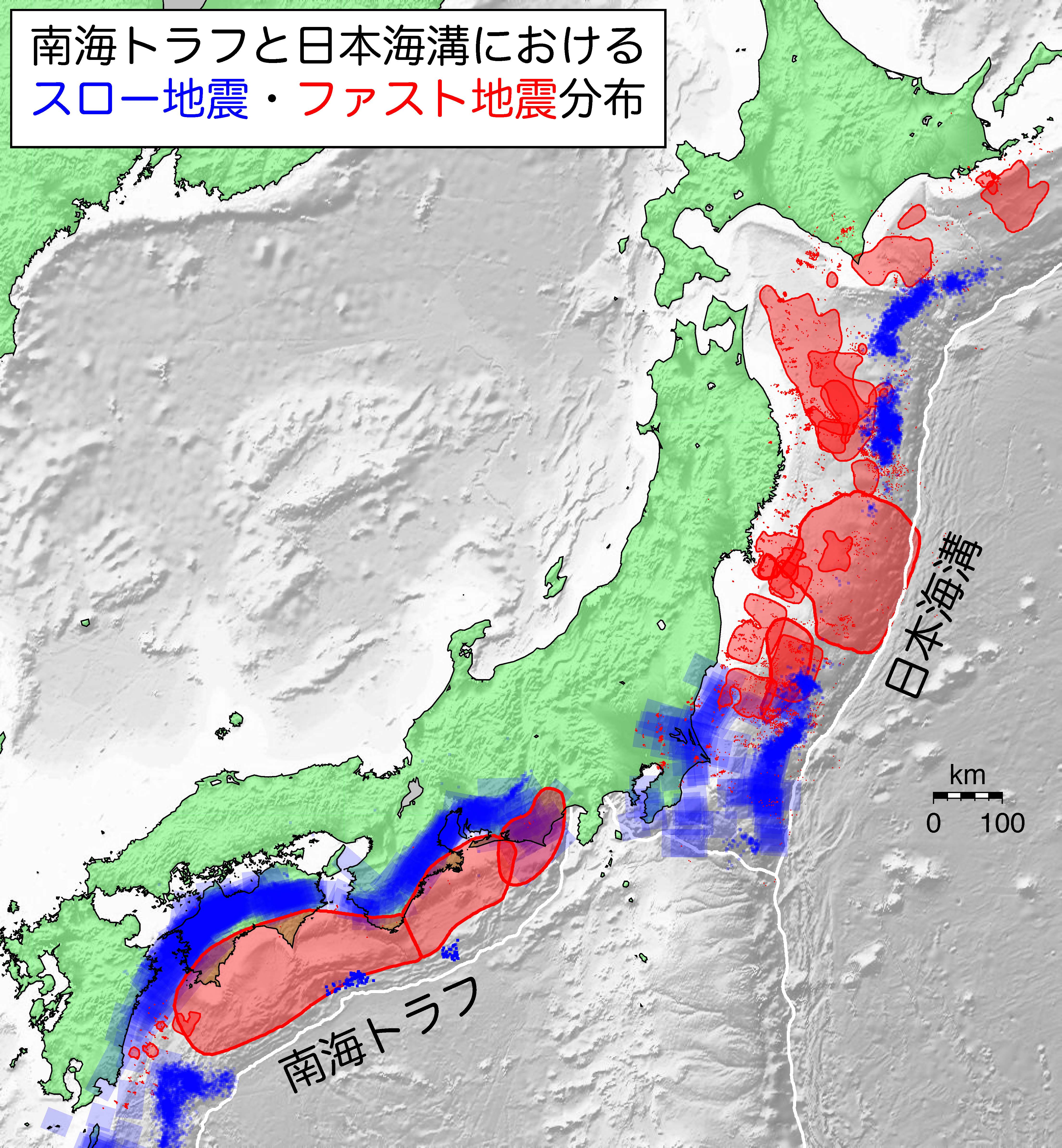
일본 난카이 해곡과 일본 해구의 판 경계면에서 발생하는 느린 지진과 보통 지진(빠른 지진)의 분포 지도. 파랑으로 색칠한 지역은 느린 지진이 발생하는 영역이며 빨강으로 색칠한 지역은 해구형 거대지진 등 빠른 지진이 발생하는 영역이다.

슬로우 슬립(Slow Slip)은 지진학에서 일반적인 지진의 미끄러짐(슬립)보다 훨씬 느린 속도로 발생하는 미끄러짐 현상을 말한다. 느린 지진(Slow earthquake)이나 여린 지진이라고도 부른다. 해구 등 섭입대에서 흔히 볼 수 있는 현상이다. 또한 하나의 판 안에 있는 단층면에서도 볼 수 있다. 느린 지진은 지진파의 주파수가 낮기 때문에 저주파 지진이라고도 한다.
특히 여기서 느린 지진은 같은 규모의 일반적인 지진에 비해 단층이 매우 천천히 미끄러지는 현상을 한데 묶어 말한다. 여기서 느린 지진에는 저주파 지진, 저주파 미소진동, 초저주파 지진, 단기적 슬로우 슬립, 장기적 슬로우 슬립 등 다양한 시간대를 두고 일어나는 느린 단층 미끄러짐 현상을 말한다. 여기서 저주파 지진은 일본 방재과학기술연구소가 구축한 고감도 지진관측망에서 처음으로 관측해서 발견했다.
저주파 미소진동(low-frequency tremor)은 영어로 tectonic tremor, 혹은 non-volcanic tremor라고도 불리며 각각 구조성 미동 혹은 비화산성 미동이라 불린다. 슬로우 슬립은 약어로 SSE(Slow Slip Event)라고 부른다.
느린 지진과 비교하여 보통의 지진을 "빠른 지진"(Fast earthquake)라고 부른다.
슬로우 슬립이 보통의 지진보다 느리다는 말은 단층이 파괴되는 속도가 느리다는 말이지만 단층 파괴 영역이 넓어지는 속도(단층 파괴 속도)가 느리다는 말이기도 하다. 저주파 지진, 저주파 미소진동, 초저주파 지진은 지진계로 관측할 수 있으며 각각 지진동의 주파수가 일반적인 미소지진보다 매우 낮으며 지진동이 미약하고 지속시간이 매우 길고 지진동이 주기 10-100초 부근의 대역에서 비교적 강하고 매우 느리다는 특징이 있다. 슬로우 슬립은 GPS, 변형계, 경사계, 해저압력계 등으로 관측할 수 있으며 지속시간이 수 일인 단기 슬로우 슬립과 지속시간이 수개월에서 수년으로 긴 장기 슬로우 슬립으로 나뉜다. 하지만 두 종류의 중간 기간인 약 1개월에서 3개월 사이의 슬로우 슬립도 관측되기 때문에 단기 슬로우 슬립과 장기 슬로우 슬립의 구분이 항상 명확하지는 않다.

## 원인과 특성

### 판 경계의 특성
해양 지각이 대륙 지각 아래로 가라앉는 섭입대에서는 해구가 형성되어 판과 판 사이의 경계가 서로 밀착되어 고정되고(Locked), 고착 영역이라고 부르는 판과 판이 서로 움직이지 않는 영역이 생긴다. 판과 판 사이 경계면이 움직이지 않는 현상을 "미끄럼 결손"이라고 말한다. 고착 영역은 오랜 시간 움직이지 않은 채 계속 변형력이 쌓이다가 지진이 일어나면 한꺼번에 미끄러지듯 움직인다. 이 때 가라앉는 해양판은 이동 방향과 같은 방향으로, 융기하는 대륙판은 그 방향과는 반대로 움직인다. 지진이 일어났을 때 단층이 크게 어긋난 곳을 애스패리티라고 부른다. 애스패리티와 고착 영역은 서로 다른 개념이지만 대지진이 일어날 때 애스패리티와 고착 영역(미끄럼 결손이 가장 큰 영역)은 거의 비슷하다.
고착 영역은 띠 모양으로 분포하는 곳도 있고, 고착 영역이 고르게 쭉 분포하는 곳도 있으며 그 크기와 분포도 지역에 따라 매우 다양하다. 난카이 해곡, 일본 해구 및 쿠릴-캄차카 해구 남단에서는 GPS 데이터를 통해 거대한 고착 영역이 분포한 것으로 추정되며 대략적으로 살펴보면 해구와 거의 평행하게 고착 영역이 분포한다. 고착 영역의 분포는 판과 판 사이 경계면의 온도와 관련이 있는 것으로 알려져 있으며 고착 영역이 유지될 수 있는 온도의 하한선은 350°C 정도로 알려져 있다. 하지만 고착 영역의 분포에 대한 상세한 상관관계는 온도만으로는 설명할 수 없으며 판과 판의 경계면 형상, 침강하는 판에 쌓인 퇴적물, 침강한 지각에 있는 해산의 유무 등에 영향을 받는다고 알려져 있다.
고착 영역 인근 지역(판과 판의 경계 바로 깊은 쪽과 얕은 쪽)에서는 슬로우 슬립이 일어나면서 가라앉는 부분(슬로우 슬립 발생역역, 혹은 전이영역)이 길게 분포하고 있으며, 그보다 더 깊은 쪽에서는 고착 영역이 없고 지진이 일어나지 않고 안정적으로 침강하는 지역(안정적 미끄러짐 영역, 혹은 정상 미끄러짐 영역)이 넓게 분포하고 있다. 또한 난카이 해곡에서는 고착 영역에서 바로 얕은 쪽의 슬로우 슬립 발생 영역이 바로 깊은 쪽의 슬로우 슬립 발생 영역보다 더 불연속적으로 분포함이 보인다.

### 슬로우 슬립의 매커니즘

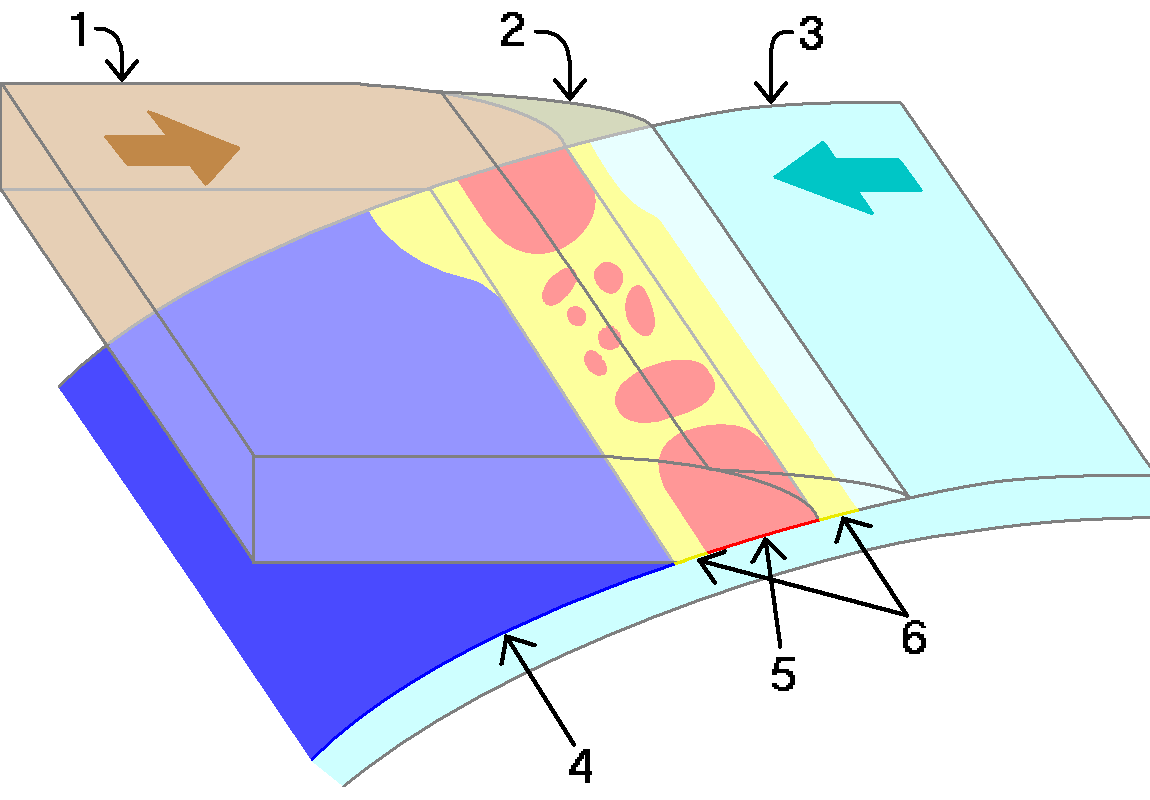
해구 부근의 판 경계의 단면도. 슬로우 슬립은 대부분의 경우 그림에서 노란색 영역인 6번 전이영역에서 발생한다.

단층면의 마찰역학에 근거해 판 경계가 이동하는 방식을 모델링할 경우, 고착 영역은 동적(즉 관성의 영향을 무시할 수 없는) 불안정 슬립(자발적으로 진행되는 슬립)이 일어나는 특성이, 전이 영역은 준정적(관성의 영향을 무시할 수 있을 정도로 작음) 불안정 슬립이 일어나는 특성이 있으며 안정적 미끄러짐 영역은 안정적 슬립(비자발적 슬립)을 일으키는 특성을 가지고 있다. 간단하게 말하면 고착 영역은 큰 지진동을 동반한 지진이, 전이 영역은 지진동을 거의 동반하지 않는 지진이나 '슬립'(슬로우 슬립), 안정적 미끄러짐 영역은 지진동이 전혀 일어나지 않는 부드러운 '슬립'이 일어난다. 다만 지진이 일어날 때 고속으로 미끄러지면서 단층면의 마찰력이 크게 감소함을 고려한 모델에서는 어느 시점에서 안정적 미끄러짐 영역에서라도 대지진이 일어날 때 큰 고속 슬립이 발생하며 단층의 움직임도 매우 복잡하게 나타난다.
위에서 언급한 것처럼 슬로우 슬립은 판 경계면의 준정적 불안정 슬립으로 모델링할 수 있지만 실제 섭입대에서 어떠한 지질학적 환경인지, 광물상과 암석의 분포, 변성 반응의 정도로 어떠한 변형 매커니즘이 정확하게 판 경계에서 슬로우 슬립 같은 변형이 일어나는지는 아직 명확하지 않다. 아래 슬로우 슬립이 발생하는 사례에서와 같이 슬로우 슬립은 다양한 섭입대의 광범위한 지역에서 나타나며, 어떠한 단일 광물상이나 암석, 변형반응, 매커니즘이 직접 슬로우 슬립을 일으킨다고 말하기는 어렵고 지질학적으로 서로 다른 여러 가지 변형 과정이 지진학적, 지형학적으로 동일한 슬로우 슬립을 일으키는 것으로 보인다. 다만 느린 지진에서 발생하는 지질학적 세부 사항을 언급하지 않고 주로 단층의 마찰역학적 슬립을 기반으로 느린 지진의 발생 원인을 분석하는 연구는 많다. 하지만 이런 많은 연구에서 나온 발생 원인 후보들 중 지진학, 측지학적 관측이나 지질학적 관찰을 통해 슬로우 슬립 발생 지역에서 실제로 일어났음이 확인된 매커니즘은 아직 존재하지 않는다. 또한 느린 지진의 분류에서 설명한 다양한 "느린 지진"의 갈래들이 동일한 물리학적 과정으로 발생하는 현상인지, 아니면 서로 다른 물리학적 과정으로 발생하는 현상인지도 밝혀지지 않았다.
이와 같이 슬로우 슬립의 물리학적 발생 원인이나 다양한 느린 지진의 지질학적 정체에 대해 밝혀진 것은 거의 없다. 하지만 판 경계에 분포하는 고압의 물이 슬로우 슬립의 물리적 과정에 큰 영향을 끼친다는 사실은 다양한 지진학 및 지질학적 관찰을 통해 입증되고 있다. 예를 들어 느린 지진이 발생하는 지역에서는 Vp/Vs(지진파의 P파 속도와 S파 속도의 비율)이 높고, 느린 지진, 특히 저주파 미소진동에서 조석력에 대한 반응성이 매우 높으며 멀리 떨어진 곳에서 발생한 지진의 표면파로 발생한 작은 응력 변화로 느린 지진, 특히 저주파 미소진동이 발생한다는 점, 과거에는 판 경계의 느린 지진 발생 영역을 구성했던 암석을 광상학적으로 분석하면 암반의 크랙에 석영이 채워진 광물맥이 다수 존재한다는 점이 근거로 제시된다. 하지만 판 경계에 존재하는 고압의 물이 구체적으로 어떠한 과정을 통해 여러 종류의 느린 지진을 일으키는지에 대해서는 밝혀지지 않았다.

### 느린 지진의 동시 발생 현상
여러 종류의 느린 지진이 동시에 발생하는 현상이나 느린 지진과 일반적인 지진이 동시에 발생하는 현상도 여러 차례 보고되었다. 예를 들어 2010년 휴가나다에서 시코쿠 해역 분고 수도 지역에 발생한 느린 지진을 분석한 결과에 따르면 난카이 해곡의 판 경계에서는 깊이에 따라 총 3가지 지진이 발생하고 있다. 또한 이 3가지 종류의 지진은 약 6년 주기로 서로 연동하여 일어날 가능성도 있다.
1. 깊이 30-40 km: 심부 저주파 미동 - P파와 S파의 구분이 불명확한 주기 0.5초의 미약한 진동 현상으로 수 일 정도 지속된다.
2. 깊이 30 km 부근: 슬로우 슬립 사건 - 지진동을 일으키지 않는 정도의 느린 단층 이동 운동이 발생한다. 최대 수 년간 지속된다.
3. 깊이 5 km 부근: 초저주파 지진 - 1초보다 짧은 주기의 성분이 없는 주기 10초-100초의 느린 지진동을 일으키는 지진이 발생한다.

이 외에도 다양한 조합의 느린 지진과 일반적인 지진이 동시에 발생한다. 아래에서는 동시에 발생하는 대표적인 예시를 소개한다.

#### 정상 미끄러짐
단기 슬로우 슬립과 저주파 미소진동이 동시에 발생하는 현상을 정상 미끄러짐(ETS)라고 부른다. 이런 동시 발생 현상은 2003년 북아메리카 대륙 서안에 있는 캐스케이디아 섭입대에서 처음으로 발견되었다. 난카이 해곡 판 경계 깊은 곳과 얕은 곳에서도 정상 미끄러짐의 발생이 확인되었다. 또한 단기 슬로우 슬립과 저주파 미소진동 외에도 초저주파 지진도 동시에 발생한다. 캐스케이디아 섭입대와 난카이 해곡 외에도 코스타리카와 멕시코의 태평양 쪽 중앙아메리카 해구와 미국 알래스카주의 알류샨 해구에서도 발생했다.

#### 단기 슬로우 슬립과 군발지진
단기 슬로우 슬립과 군발지진이 동시에 발생하는 경우도 있다. 이런 현상은 사가미 해곡의 보소반도 해역, 일본 해구, 뉴질랜드의 히쿠란기 해구, 에콰도르 해구, 페루 해구, 하와이의 킬라우에아산 등에서 발생함이 확인되었다. 또한 2022년에는 난카이 해곡의 구마노나다에서도 단기 슬로우 슬립과 미세한 판 경계의 군발지진이 동시에 발생하는 현상이 확인되었다.

#### 저주파 미소진동과 군발지진
위의 두 현상에 비해서는 관측 사례가 더 적지만, 저주파 미소진동과 군발지진의 동시 발생 현상이 뉴질랜드 히쿠란기 해구와 일본 해구에서 보고되었다. 뉴질랜드에서는 상부판 혹은 섭입한 판 내부에서 군발지진이 발생하며 일본 해구에서는 판 경계 부근에서 군발지진 현상이 발생했다.

### 조용한 지진과 느린 지진
2000년대에는 일반적인 지진으로 발생하는 단층 미끄러짐을 동반하지 않는 슬로우 슬립을 조용한 지진(Silent earthquake)로, 일반적인 지진으로 발생한 단층 미끄러짐을 동반하는 슬로우 지진을 느린 지진(Slow earthquake)으로 서로를 구분했다. 하지만 2010년대 이후에는 이 둘을 구분하지 않으며 같은 규모의 일반적인 지진보다 단층이 훨씬 천천히 미끄러지는 현상 모두를 느린 지진으로 묶고 있다.

## 느린 지진의 분류
느린 지진은 각 현상의 특성이 나타나는 시간 척도에 따라 크게 5가지로 구분된다. 분류표 중 저주파 미소진동(구조적 진동)은 동일한 시간(0.1초)를 가진 저주파 지진의 군집활동으로 분류하고 있다. 또한 이런 느린 지진은 발생하는 깊이에 따라 얕은 느린 지진과 깊은 느린 지진 둘로 구분한다. 특히 난카이 해곡에서는 해곡의 고착 영역보다 얕은 쪽(해구 쪽)을 천발 지역, 깊은 쪽(육지 쪽)을 심발 지역으로 구분한다.
| 특성 발생 시간 | 현상 이름                   | 동시 발생 시 이름              | 통일된 이름      | 관측 장치                                                  | 학문 분야 |
| -------------- | --------------------------- | ------------------------------ | ---------------- | ---------------------------------------------------------- | --------- |
| 0.5-5년        | 장기 슬로우 슬립            | -                              | -                | 범지구 위성 항법 시스템 (GPS)                              | 측지학    |
| 2-6일          | 단기 슬로우 슬립            | ETS (Episodic Tremor and Slip) | -                | 범지구 위성 항법 시스템 (GPS) 경사계 왜곡측정기 해저압력계 | 측지학    |
| 10-100초       | 초저주파 지진               | ETS (Episodic Tremor and Slip) | 광대역 느린 지진 | 광대역 지진계 고감도 가속도계                              | 지진학    |
| 0.1 초         | 저주파 지진/저주파 미소진동 | ETS (Episodic Tremor and Slip) | 광대역 느린 지진 | 고감도 지진계 해저지진계                                   | 지진학    |

## 유사 현상

### 해일지진
1896년 일어난 메이지 산리쿠 해역 지진과 같이 지진동은 작지만 거대한 지진해일이 발생하는 지진이 있는데 이를 해일지진이라고 부른다. 해일지진이 발생하는 원인으로는 단층이 일반적인 지진보다는 느리게 이동하기 때문으로 추정되며 이 점에서 해일지진과 느린 지진은 공통점을 가지고 있다. 하지만 2010년 이후 일본의 표준적인 지진 분류에서는 느린 지진에 해일지진이 들어가지 않는다.
물론 해일지진은 일반적인 지진보다 느린 지진이지만 그 현상의 지속 시간은 같은 규모의 지진보다 수 배 정도에 불과하다. 반면 슬로우 슬립의 지속 시간은 일반적인 지진보다 최소 5-6배 정도 길다. 즉 해일지진은 슬로우 슬립에 비해 훨씬 더 빠른 단층 미끄러짐 현상이라고 볼 수 있다.

### 애프터 슬립
대지진이 발생한 후 진원역 인근에서 발생하는 느린 속도의 단층 미끄러짐 현상을 "여효 미끄러짐" 혹은 "애프터 슬립"(Afterslip)이라고 부르며 2000년대에는 애프터 슬립도 느린 지진의 한 종류로 포함된 바 있다. 하지만 2010년 이후 일본의 표준적인 지진 분류에서는 애프터 슬립을 느린 지진에 속한다고 보지 않는다.

### 프리슬립
단층에서의 마찰역학과 암석의 마찰면에서 미끄러짐 실험 등을 통해 대지진이 발생하기 전에 고착 영역의 일부가 천천히 미끄러지기 시작한다고 추정되고 있으며 이런 현상을 프리슬립(Preslip) 혹은 "전조 미끄러짐"이라고 부른다. 또한 천천히 미끄러지기 시작한 지역을 '진원핵'이라고 부른다. 일본지진학회는 2011년 도호쿠 지방 태평양 해역 지진 이전에 진원역 부근에서 슬로우 슬립이 발생했다는 연구결과가 있지만, 이 슬로우 슬립 현상이 프리슬립인지는 논란이 있다는 견해를 발표했다. 이처럼 프리슬립과 대지진 직전 발생하는 슬로우 슬립간의 관계는 아직 논쟁이 많으며 둘 사이 상관관계는 명확하지 않다.

## 슬로우 슬립의 발생 예시
슬로우 슬립의 특징은 지역별로 다르다. 예를 들어 난카이 해곡 경계면을 따라 일본 서남부 해역에서 발생하는 슬로우 슬립은 저주파 미소진동을 동반하고 보통의 지진은 발생하지 않지만, 보소반도 해역의 슬로우 슬립은 저주파 미소진동이 발생하지 않고 보통의 지진이 같이 발생한다. 아래에서는 연구가 잘 되어 있는 일본 주변의 섭입대에서 발생하는 슬로우 슬립의 특징을 설명한다. 또한 각 지역에서 발생한 슬로우 슬립의 최초 보고 등도 포함한다.

### 일본 해구

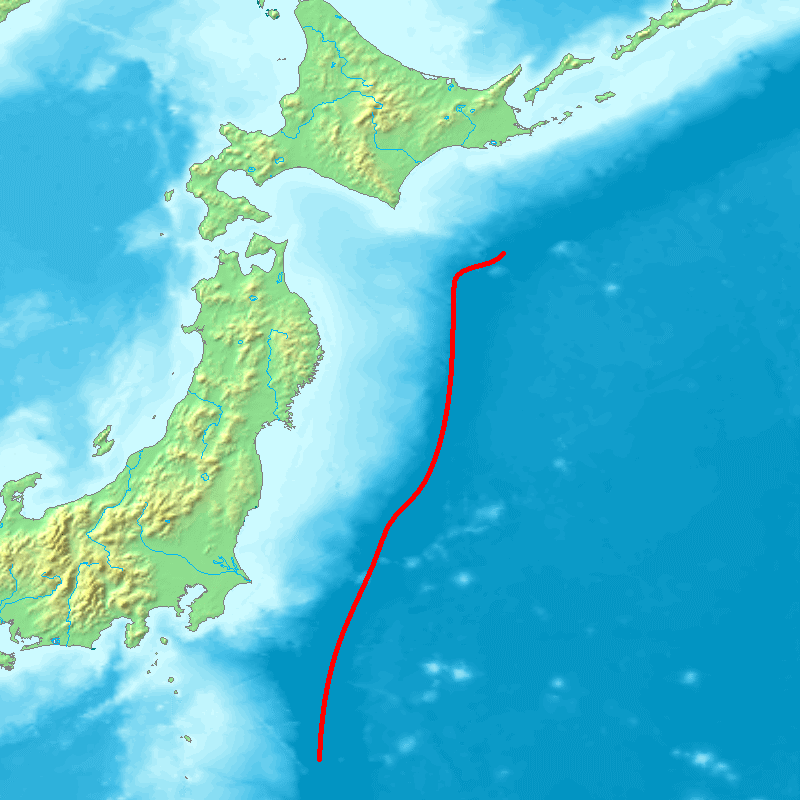
일본 해구의 위치를 그린 지도.

#### 산리쿠 해역 (이와테현 해역)
산리쿠 해역에서는 1995년 처음으로 슬로우 슬립으로 의심되는 현상이 보고되었다. 1992년 7월 이와테현 해역에서 발생한 모멘트 규모 Mw6.9의 지진에 이어 약 20 km 깊이의 판 경계 지역에서 약 하루동안 Mw7.3에서 Mw7.7 정도의 에너지 방출에 해당하는 슬로우 슬립이 발생했다. 이 슬로우 슬립은 직전에 발생한 Mw6.9 지진의 애프터 슬립으로 분석할 수도 있다. 하지만 이 슬로우 슬립의 규모(지진 모멘트)는 본진 크기의 4배에서 최대 16배에 달할 정도로 매우 커서 전형적인 애프터 슬립이라고 볼 수 없다. 이 슬로우 슬립에 따른 지진 활동은 군발지진성 지진 활동으로, 일본 기상청 규모 Mj6.0 이상의 보통의 지진이 한달간 7차례나 관측되었다. 이런 애프터 슬립과 슬로우 슬립의 중간적인 성격을 가진 판 경계의 미끄러짐 현상은 페루 해구에 있는 섭입대에서도 관측된 현상이다.
2015년에는 광대역 지진관측망의 관측 결과를 통해 이와테현 해역에서 초저주파 지진 발생이 처음으로 보고되었고, 2019년에는 일본 해구 해저지진해일 관측망의 관측 결과를 통해 이와테현 해역에서 저주파 미소진동의 발생이 처음으로 확인되었다. 이러한 초저주파 지진 및 저주파 미소진동은 1992년 7월 슬로우 슬립이 발생한 지역 바로 북쪽에서 발생했다. 2016년 8월 Mj6.4와 Mj6.2의 판 경계간 지진이 발생하기 바로 이틀 전에는 저주파 미소진동이 활동했다는 사실이 확인되었다.
이러한 슬로우 슬립, 초저주파 지진, 저주파 미소진동은 1896년 발생한 해일지진인 메이지 산리쿠 해역 지진의 진원과 매우 가까운 지역으로 바로 깊은 쪽의 판 경계에서 일어났다.

#### 산리쿠 해역 (미야기현 해역)
미야기현 해역에서는 2011년 3월 11일 발생한 도호쿠 지방 태평양 해역 지진이 발생하기 약 1개월 전인 2월과 규모 M7.3의 최대전진 발생 약 이틀 전에 두 차례 슬로우 슬립이 발생했다. 하지만 두 번째 슬로우 슬립은 최대전진의 애프터 슬립으로 구분하는 경우가 많으며, 2010년대 이후 일본의 지진표준분류에서는 슬로우 슬립(느린 지진)에 포함되지 않는다. 2011년 2월 발생한 첫 슬로우 슬립은 모멘트 규모 Mw7.0의 규모이며, 깊이 10-15 km의 판과 판 사이 경계에서 약 1달 이상 발생했다. 이 슬로우 슬립에선 Mj5.2에서 Mj5.5 사이의 지진활동도 같이 일어났다. 또한 저주파 미소진동도 같이 발생한 것으로 알려져 있다.
2015년에는 광대역 지진관측망 관측 결과 미야기현 북부 먼바다(북위 38.8도, 동경 143.4도 부근)에서 초저주파 지진의 발생이 처음으로 보고되었다. 2019년에는 일본 해구 해저지진해일 관측망의 관측 결과 같은 지역에서 저주파 미소진동의 발생이 처음으로 보고되었다.

#### 후쿠시마현 해역
2015년 광대역 지진관측망의 관측 결과에서 후쿠시마현 남부 해역에서 처음으로 초저주파 지진의 발생이 보고되었다. 또한 2019년에는 같은 지역에서 저주파 미소진동이 처음으로 관측되었다. 후쿠시마현 해역의 저주파 미소진동 활동은 확산적(이동시간이 시간의 제곱근에 비례)인 진원 이동 현상을 보였다. 또한 같은 지역의 저주파 미소진동 활동은 발생 지역이 해구축 쪽(저주파 미소진동 발생 지역의 동남쪽)에 있는 판 경계면의 소지진의 군발지진 활동과 동시에 발생했다는 점도 확인되었다.

#### 이바라키현 해역
이바라키현 해역에서는 2019년 일본 해구 해저지진해일 관측망을 통해 저주파 미소진동의 발생이 처음으로 보고되었다. 2020년에는 광대역 지진관측망의 관측 결과를 토대로 초저주파 지진의 발생이 처음으로 보고되었다. 또한 2021년에는 GNSS의 관측 결과를 바탕으로 슬로우 슬립의 발생이 처음으로 보고되었다.
이바라키현 해역에서 발생하는 저주파 미소진동은 깊이 10-20 km 사이의 태평양판 상부 능선을 따라 이어지면서 발생하고 있지만 슬로우 슬립은 깊이 10 km 정도부터 최대 60 km까지 폭넓은 깊이에서 발생하고 있다. 하지만 깊이 30-40 km 지점 사이에선 슬로우 슬립이 거의 발생하지 않는다. 이 깊이는 과거에 판 경계간 대지진이 발생했던 진원 깊이로 추정된다.

#### 보소반도 동쪽 해역
보소 해역에서는 GNSS 관측 결과를 통해 2000년 처음으로 슬로우 슬립 발생이 보고되었다.
보소반도 동쪽 먼바다에서는 2019년 일본 해구 해저지진해일 관측망과 GNSS 관측을 통해 처음으로 저주파 미소진동과 단기 슬로우 슬립이 각각 처음으로 발생했음을 보고했다. 2017년 6월에는 저주파 미소진동과 단기 슬로우 슬립이 동시에 발생했다.
2021년에는 GNSS 연속관측체계를 통해 보소반도 동쪽 해역의 상세한 슬로우 슬립 발생분포가 밝혀졌다. 슬로우 슬립은 태평양판 상부 기핑 10 km 정도에서 최대 60 km까지 다양한 깊이에 분포하여 발생했다. 하지만 깊이 30-40 km 지점에서는 슬로우 슬립이 거의 발생하지 않았다.

### 쿠릴 해구

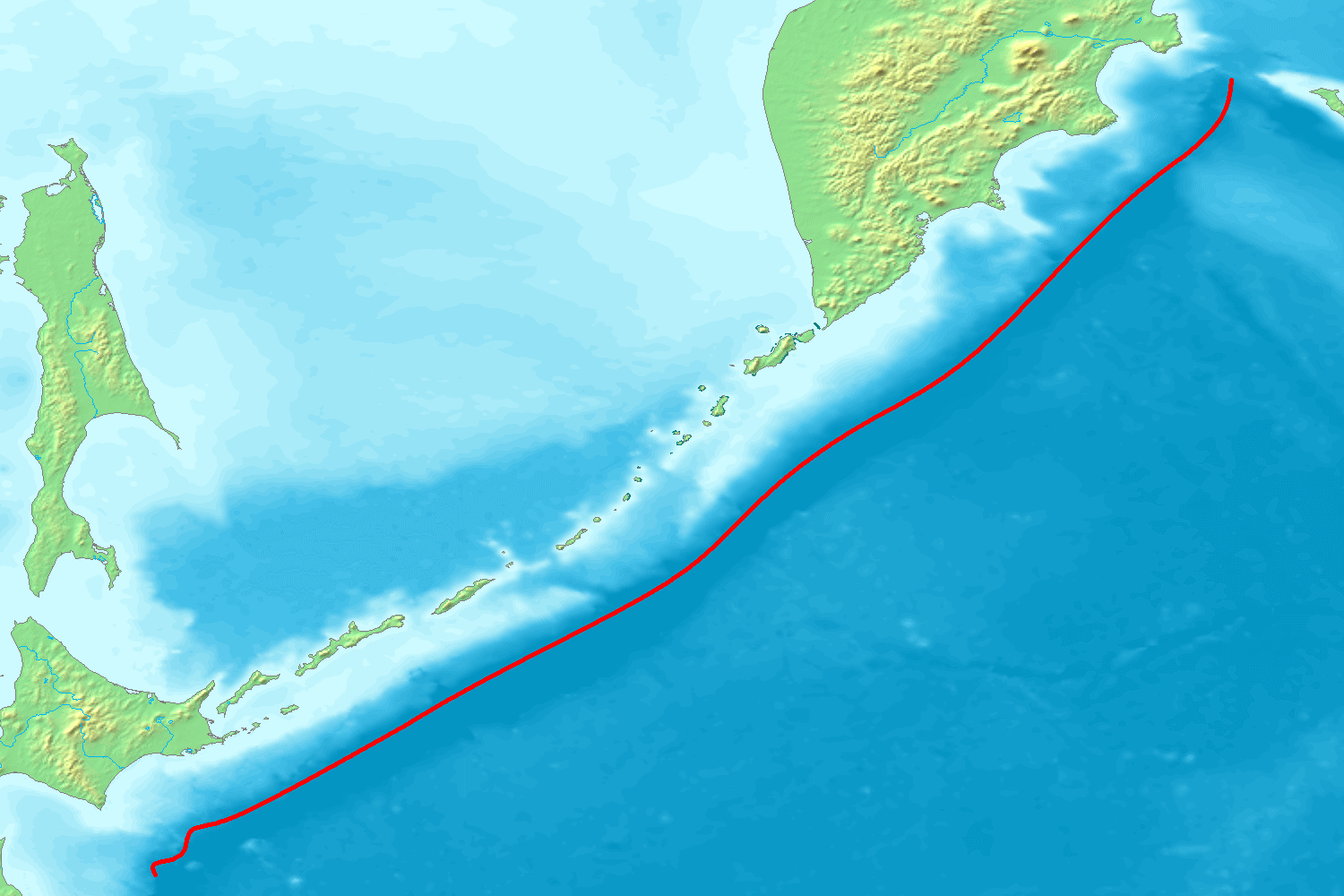
쿠릴-캄차카 해구의 위치 지도.

#### 도카치 해역
쿠릴 해구에서는 태평양판이 오호츠크판 아래로 가라앉고 있다. 2008년 고감도 지진관측망의 가속도계 관측 결과 도카치 해역에서 처음으로 초저주파 지진의 발생이 보고되었다. 이 초저주파 지진은 2003년 도카치 해역 지진을 계기로 활성화되었다. 초저주파 지진의 진원은 도카치 해역 지진의 진원역을 기준으로 해구축 쪽에 있으며 도카치 해역 지진의 애프터 슬립이 발생한 지역과 같다. 2019년에는 일본 해구 해저지진해일 관측망의 관측을 통해 도카치 해역에서 처음으로 저주파 미소진동의 발생이 보고되었다. 이 지역의 저주파 미소지진 활동은 1년에 약 1회 정도의 빈도로 진원이 하루에 수십 km의 속도로 약 100 km 정도 이동하는 현상이 보고되었다.

### 사가미 해곡

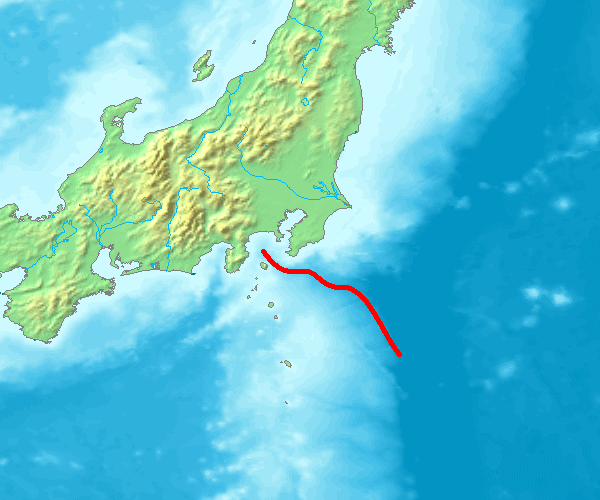
사가미 해곡의 위치를 그린 지도.

#### 보소반도 해역
사가미 해곡의 보소반도 해역에서는 1997년 처음으로 슬로우 슬립 현상 발생이 보고되었다. 보소반도 동부에서부터 지바현 동쪽 해역에 이르는 지역에서는 북아메리카판 아래에 필리핀해판이 섭입해 들어가고 있다. 북아메리카판과 필리핀해판 경계에서는 1983년, 1990년, 1996년, 2002년, 2007년, 2011년, 2014년, 2018년 총 8차례의 슬로우 슬립이 관측되었다.(이 슬립은 발생 직후 실시간 관측으로 알아낸 사실과, 사후분석을 통해 알아낸 슬립이 섞여 있다)
2011년 3월까지 30년간 총 5번의 활동이 관측되었으며, 활동 간격은 4년 10개월-7년 7개월(평균 6년 간격)으로 발생했다. 슬로우 슬립이 발생할 때 그와 동시에 군발지진도 발생하고 있으며, 슬로우 슬립이 군발지진을 유발한 것으로 추정된다. 슬로우 슬립 활동 중에는 규모 M4-5 사이 지진이 발생하는데, 2007년 8월 슬로우 슬립 당시에는 최대 규모 M5.3(8월 16일), 최대진도 5약(8월 18일)의 군발지진이 발생했다.
2011년 10월에는 6번째로 슬로우 슬립이 발생했는데, 역대 최단기간인 4년 2개월만에 발생했다. 일본 방재과학기술연구소는 이 현상을 같은 해 3월 다른 판 경계에서 일어난 도호쿠 지방 태평양 해역 지진의 영향으로 발생 간격이 더 짧아졌을 가능성이 있다고 밝혔다. 10월 26일부터 30일까지 5일간 동남쪽 방향으로 약 6 cm의 미끄러짐이 있었으며, 방출된 에너지의 총합은 Mw6.5 정도로 추정되었다.
2014년 1월 2일-10일 사이 발생했던 슬로우 슬립에서는 판 경계면이 동남쪽으로 최대 6 cm 이동했으며, 이전까지 가장 짧았던 2011년의 활동 간격(4년 2개월)보다 더 짧은 2년 3개월만에 발생했다. 이후 진행된 상세 분석에 따르면 2013년 12월 초부터 느리게 미끄러짐이 시작되었으며 12월 하순까지 미끄러짐 속도가 서서히 가속되다가 12월 31일부터 급가속되어 2014년 1월 3일 최대치를 기록한 후 1월 10일 급감속했으며, 2월 1일까지 방출된 에너지는 약 Mw6.5 정도로 추정된다.
여기서 발생한 모든 슬로우 슬립은 1923년 발생한 간토 대지진의 진원 동쪽에 있으며, 모두 깊이 10 km에서 20 km 사이 필리핀해판 상부에서 발생하고 있다.

#### 도쿄만
도쿄만 바로 아래에 있는 필리핀해판 상부에서 1989년 규모 Mw5.9 정도에 해당하는 슬로우 슬립이 발생했다는 사실이 2000년 보고되었다. 이 슬로우 슬립은 간토 대지진의 진원 바로 깊은쪽(북쪽) 판 경계 깊이 20-30 km 지점에서 발생했다.

### 난카이 해곡

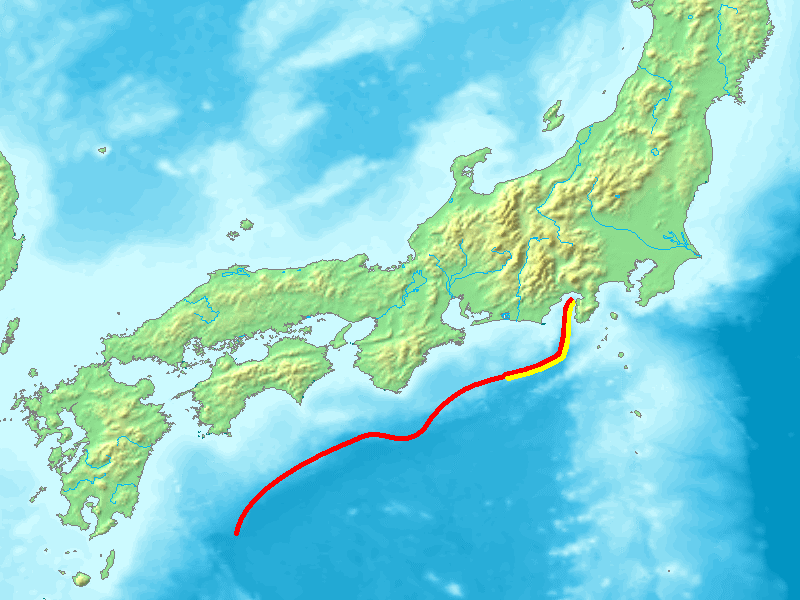
난카이 해곡의 위치를 그린 지도.

#### 도카이 지역
도카이 지방에서도 특히 시즈오카현에서 아이치현 동부까지의 영역을 지진학에서는 '도카이 지역'이라고 부른다. 도카이 지역은 난카이 해곡에서 필리핀해판이 아무르판 아래로 섭입하는 지역으로, 도카이 지진이라는 거대지진이 반복해서 발생하는 지역이다. GPS 관측 자료에 따르면 하마나호 인근 바로 아래 판 경계 지역에서는 2000년 가을부터 2005년 여름까지 연간 수 cm의 속도로 장기 슬로우 슬립이 발생하고 있다. 2001년 발생 초기부터 도카이 지진의 전조인 프리슬립의 가능성을 배제할 수 없어 슬로우 슬립의 진행 상황을 지속적으로 관측했다.
2001년 7월부터 8월까지 도카이 해역에서 일본 주부지방에 걸친 지각 구조 탐사에서 탐사 지역 아래에 있는 해령이 가라앉아 있다는 것이 밝혀졌다. 도카이 지방 동남부에는 이즈 제도부터 이어지는 긴 해저산맥인 제니스 해령이 있는데, 필리핀해판이 가라앉으면서 제니스 해령 이전에 있었던 오래된 해저해령이 도카이 해역에서 일본 주부 지방 아래로 반복적으로 가라앉고 있다. 이 탐사에서는 총 3개 해령이 섭입해 들어간 것으로 확인되었다. 이중 가장 깊은 곳(깊이 30 km)에 가라앉은 해령은 위에서 언급한 슬로우 슬립이 발생한 위치와 동일하며, 슬로우 슬립이 발생한 원인도 가라앉은 해령 때문으로 추정된다. 한편 두 번째로 깊은 10-20 km 깊이에 가라앉은 해령은 도카이 지진을 일으키는 고착 영역인 것으로 추정된다. 이처럼 해령은 가라앉은 깊이에 따라 판 경계의 미끄러짐에 미치는 영향이 서로 달라진다는 가설도 나타났다. 해령이 있는 지각은 깊이 약 30 km에 이르면 암석 내에 있는 광물이 탈수되고, 빠져나간 다량의 물은 빠져나갈 곳을 찾지 못해 강력한 압력을 받는다. 이렇게 고압이 된 물이 판 경계를 미끄러지게 하고, 그 결과 슬로우 슬립이 발생한다고 추정된다.
도카이 지역에서는 그 외에도 일본 기상청이 2000년부터 저주파 지진의 발생을 보고했다. 2002년에는 고감도 지진관측망의 관측 결과 심부의 저주파 미소진동이 세계 최초로 발견되었다. 이러한 저주파 지진과 저주파 미소진동은 필리핀해판 상부 약 40 km 깊이 지점의 동심원을 따라 분포하고 있으며, 도카이 지진 고착 지역과 장기 슬로우 슬립이 발생하는 지역보다는 더 내륙에 있다.
2006년에는 고감도 지진관측망에 있는 가속도계 자료를 통해 단기 슬로우 슬립의 발생도 처음으로 보고되었으며, 단기 슬로우 슬립과 심부 저주파 미소진동의 동시 발생도 처음으로 보고되었다. 2007년에는 고감돠 지진관측망의 가속도계와 광대역 지진관측망의 관측 결과를 통해 심부 초저주파 지진의 발생을 확인했고, 심부 저주파 미소진동, 단기 슬로우 슬립과 심부 초저주파 지진 세 가지 현상이 동시에 발생하는 현상도 처음으로 관측했다.

#### 도난카이 지역
도카이 지방에서도 아이치현 서부부터 미에현 지역까지를 "도난카이 지역"이라고 부른다. 이곳은 난카이 해곡에서 필리핀해판이 아무르판 아래로 섭입하는 곳으로 도난카이 지진이라고 부르는 거대지진이 주기적으로 발생하는 지역이다. 도난카이 지역은 2000년 일본 기상청이 저주파 지진의 발생을 처음으로 보고했다. 2002년에는 고감도 지진관측망의 관측 결과를 통해 세계 최초로 심부 저주파 미소진동이 일어나는 현상을 발견했다. 이러한 저주파 지진과 저주파 미소진동은 필리핀해판 상부 약 40 km 깊이의 동심원을 그리는 지역에서 발생하고 있으며 도난카이 지진의 고착 영역보다 더 내륙 쪽에 있다.
2005년에는 고감도 지진관측망의 관측 결과를 통해 구마노나다에서 얕은 초저주파 지진의 발생이 처음으로 확인되었다. 얕은 초저주파 지진은 2003년 광대역 지진관측망을 통한 관측결과로 처음으로 난카이 해곡에서 발생이 보고된 지진 현상이다. 또한 2006년에는 고감도 지진관측망의 가속도계 관측 결과를 통해 단기 슬로우 슬립의 발생이 처음으로 보고되었고 단기 슬로우 슬립과 심부 저주파 미소진동의 동시 발생도 처음으로 보고되었다. 2007년에는 고감도 지진관측망의 가속도계와 광대역 지진관측망의 관측 결과를 통해 심부 초저주파 지진의 발생이 처음으로 확인되었고 심부 저주파 미소진동, 단기 슬로우 슬립, 심부 초저주파 지진 세 현상이 동시에 발생하는 것도 처음으로 확인되었다.
2009년에는 해저지진계의 관측 결과를 통해 구마노나다에서 얕은 저주파 미소진동의 발생이 확인되었다. 또한 2017년에는 같은 지역에서 측정된 해저 지각변동 관측 결과를 토대로 얕은 깊이의 단기 슬로우 슬립 발생도 보고되었다.
2022년에는 해저지진계의 관측 결과를 통해 구마노나다에서 단기 슬로우 슬립과 미세한 판 경계 지역의 군발지진이 동시에 발생하는 현상이 처음으로 확인되었다.

#### 난카이 지역
와카야마현에서 고치현 사이 지역을 난카이 지역이라고 부른다. 이곳은 난카이 해곡에서 필리핀해판이 아무르판 아래로 섭입하는 지역으로 난카이 지진이라는 거대지진이 주기적으로 발생한다. 난카이 지역에서는 1997년 분고 수도 바로 아래 판 경계에서 장기 슬로우 슬립이 발생했다는 사실이 1999년 보고되었다. 또한 2000년에는 일본 기상청이 저주파 지진의 발생을 보고했다. 2002년에는 고감도 지진관측망의 지진 관측 결과를 통해 세계 최초로 심부 저주파 미소진동도 관측되었다. 이런 저주파 지진과 저주파 미소진동은 필리핀해판 상부 40 km 깊이의 동심원을 따른 지역이며 난카이 지진의 고착지역과 장기 슬로우 슬립 발생 지역보다 내륙 안쪽에서 발생한다.
2004년에는 고감도 지진관측망의 가속도계 관측 결과를 토대로 단기 슬로우 슬립의 발생이 처음으로 보고되었고, 단기 슬로우 슬립과 심부 저주파 미소진동의 동시 발생도 처음으로 보고되었다. 두 느린 지진은 거의 같은 장소에서 발생했다. 또한 2005년에는 고감도 지진관측망의 가속도계 관측 결과를 통해 무로토 해역과 시오미사키 해역에서 초저주파 지진 발생이 보고되었다. 2007년에는 고감도 지진관측망과 광대역 지진관측망 관측 결과를 통해 심부 초저주파 지진 발생이 확인되었다.
2014년에는 GNSS 연속관측기록을 바탕으로 1996-1997년 기이 수도에서 장기 슬로우 슬립이 발생했음을 확인했다. 슬로우 슬립의 진원지는 필리핀해판 상부 40 km 깊이의 동심원을 따라 분포하는 심부 저주파 미소진동의 공백역이다.
2020년에는 해저 지진관측계의 관측 기록을 바탕으로 기이 수도의 먼바다에 있는 필리핀해판 상부(깊이 10 km보다 얕은 지역)에서 얕은 슬로우 슬립이 발생했다.

#### 휴가나다
휴가나다에서는 필리핀해판이 아무르판과 오키나와판 아래로 섭입하고 있다. 이곳에서는 2005년 고감도 지진관측망의 관측 결과를 통해 멀리 떨어진 규슈-팔라우 해령이 침강하는 지역 주변에서 얕은 깊이의 초저주파 지진 발생이 확인되었다. 2013년에는 GNSS 관측 결과를 바탕으로 깊이 40 km 정도의 판 경계 지역에서 장기 슬로우 슬립의 발생이 처음 확인되었다. 또한 2015년에는 얕은 초저주파 지진 발생 지역에서 해저 지진계의 관측 결괄르 통해 얕은 저주파 미소진동의 발생이 처음으로 보고되었다.

### 류큐 해구

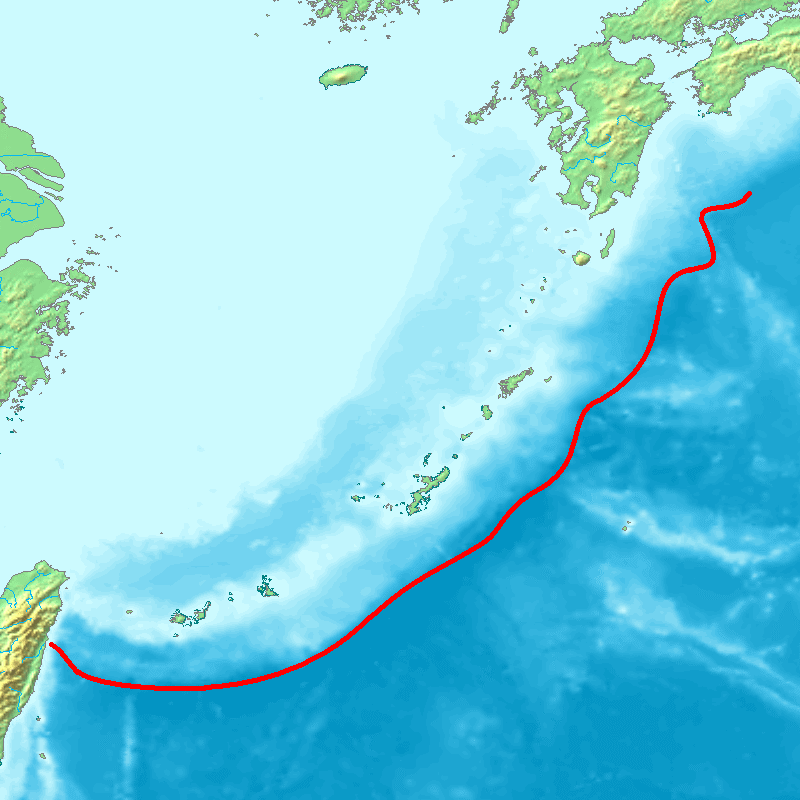
류큐 해구의 위치를 그린 지도.

#### 오키나와섬
오키나와섬 본섬 동남쪽 해안에 있는 류큐 해구에서는 필리핀해판 아래로 오키나와판이 섭입하고 있다. 이곳에서는 2012년 광대역 지진관측망의 관측 결과 먼바다에서 초저주파 지진이 발생한다는 사실을 처음으로 확인했다. 또한 2014년에는 GNSS의 관측 결과를 바탕으로 단기 슬로우 슬립의 발생이 처음으로 확인되었다.

#### 야에야마 제도
야에야마 제도 바로 아래에 있는 깊이 30 km 정도의 판 경계에서는 2004년 GPS 연속 관측 결과를 바탕으로 슬로우 슬립의 발생을 처음으로 확인했다. 야에야마 제도 동남쪽 해역에서는 2012년 광대역 지진관측망의 관측 결과 먼바다에서 초저주파 지진이 발생한다는 사실을 처음으로 확인했다. 2016년에는 해저지진계의 관측을 바탕으로 야에야마 제도 남쪽 해역에서 저주파 지진의 발생을 처음으로 확인했다.

### 일본 내 관측망
일본 방재과학기술연구소가 운영하는 고감도 지진관측망에 같이 설치된 고감도 가속도계(경사계)에서 얻은 데이터를 사용하여 단기 슬로우 슬립(SSE)의 자동으로 검출하는 방법을 고안했으며, 2011년 2월부터 거의 실시간으로 자동으로 SSE 발생을 확인하는 자동 시스템이 시코쿠를 중심으로 시작되었다.
또한 현재까지 일본에서 슬로우 슬립은 고감도 지진관측망, 광대역 지진관측망, 일본 해저지진해일 관측망, DONET 및 GNSS 연속관측체계 등 일본 내에 설치된 수많은 지진관측망과 측지관측망을 통해 포착하고 있다.

### 기타 지역
그 외에도 일본의 이즈-오가사와라 해구, 타이완의 화둥쭝구 단층대, 뉴질랜드의 히쿠란기 해구, 미국의 알류샨 해구, 캐스케이디아 섭입대, 샌앤드레이어스 단층, 중앙아메리카 해구, 페루-칠레 해구, 하와이의 킬라우에아산, 이탈리아의 에트나산, 등 전 세계 여러 지역에서 슬로우 슬립 현상의 발생이 확인되었다.

## 느린 지진 논쟁

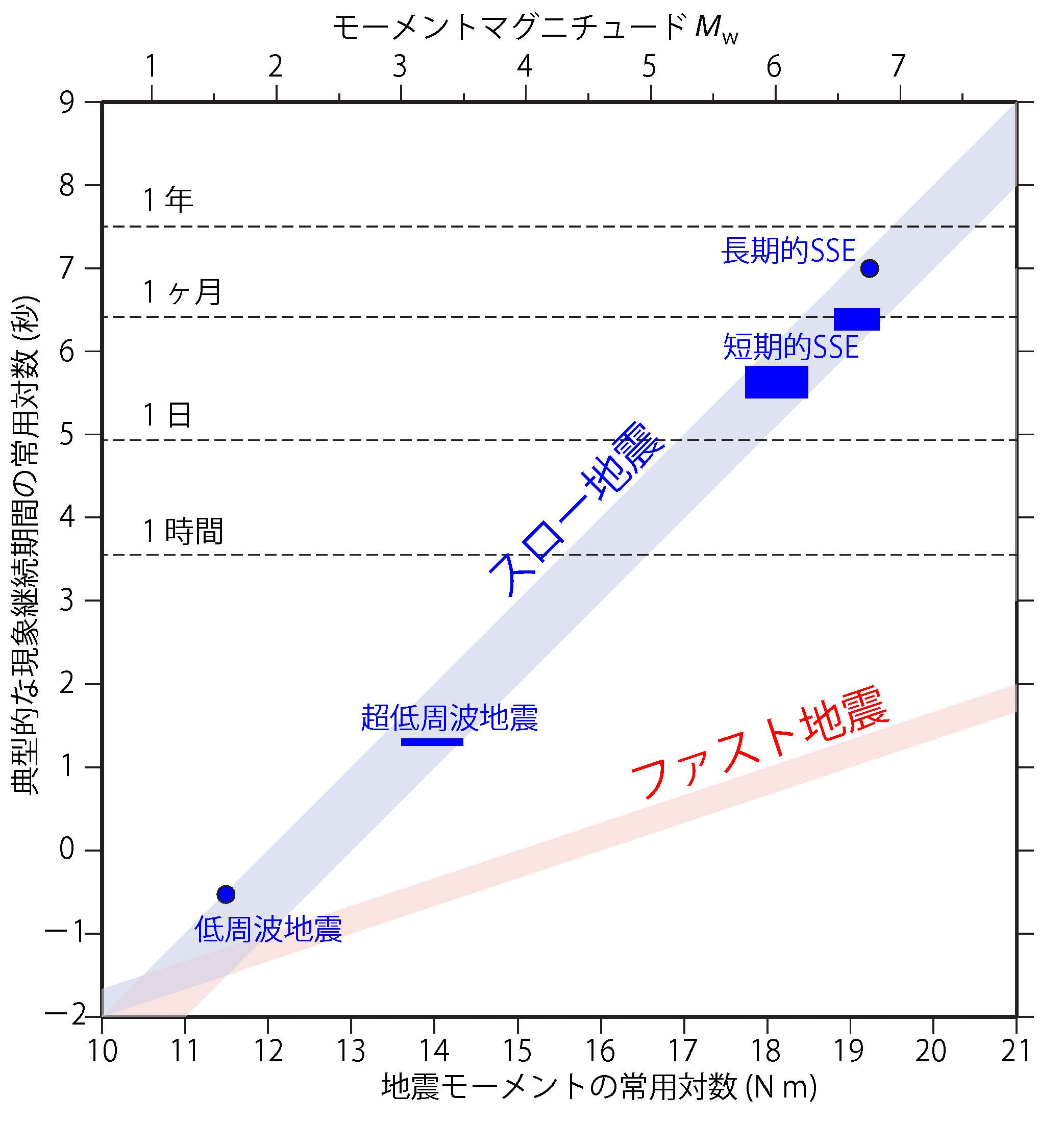
느린 지진과 보통의 지진의 지진 모멘트와 현상 지속시간 사이 관계를 나타낸 그래프의 모습. 파란색 점과 범위는 각종 느린 지진의 범위를 나타낸다. 옅은 파란색 띠는 지진 모멘트가 지속시간에 선형으로 비례하는 추세선이다. 옅은 빨간색 띠는 지진 모멘트가 지속시간의 3승에 비례하는 추세선이다. 일반 지진은 옅은 빨간색 띠 위에 분포한다.

위의 예시 설명처럼 슬로우 슬립은 전 세계 매우 다양한 곳에서 발생한다. 여러 종류의 느린 지진 중 가장 주요하게 꼽히는 지진은 저주파 지진, 저주파 미소진동, 초저주파 지진, 단기 슬로우 슬립, 장기 슬로우 슬립 5가지 종류이다. 이 느린 지진들은 발생 지역과 시기는 거의 일치하지만 서로 다른 물리적 매커니즘을 가진 현상이라고 보는 견해가 있다.
하지만 2007년 여러 종류의 느린 지진은 사실 동일한 물리적 매커니즘으로 발생하지만 규모나 발생 시간만 서로 다른 현상이라는 가설도 제시되었다. 이 가설은 관측한 주요 느린 지진의 지진 모멘트가 그 지진의 전형적인 현상 지속 시간과 거의 선형에 비례한다는 사실을 가지고 제시되었다. 일반적인 지진의 지진 모멘트는 지속시간의 3승에 비례하기 때문에 여러 가지 느린 지진과 보통 지진을 명확하게 구분할 수 있다. 즉 이 가설은 다양한 느린 지진을 하나의 매커니즘을 통해 이해할 수 있다고 주장한다. 이 가설에서는 여러 종류의 느린 지진은 시간 척도가 가장 짧은 저주파 지진을 1단위로 하여 움직이는 두 판 사이의 운동을 서로 다른 시간 척도로 관측했을 때 느린 지진이 서로 구별되어 보인다고 주장한다.
이 두 가지 가설의 논쟁은 현재까지도 최종적인 결론이 나오지 않았으며, 각각의 가설에 바탕을 두고 연구한 많은 성과가 발표되고 있다. 예를 들어 2019년 캐스케이디아 섭입대에서 발생하는 단기 슬로우 슬립이 지진 모멘트가 지속시간의 선형이 아닌 3승에 비례한다는 사실이 밝혀졌다. 이 관측 사실을 바탕으로 단기 슬로우 슬립과 다른 느린 지진은 서로 다른 물리적 매커니즘을 가진 현상이라는 주장이 나오고 있다. 한편 2020년 일본 시코쿠 서부 바로 아래 판경계 지역에서 발생하는 저주파 지진을 분석한 결과, 저주파 대역(주파수 0.01-0.1 Hz, 즉 주기 10-100초)까지의 지진파형이 연속적으로 관측되었다. 이 관측에 따르면 저주파 지진과 초저주파 지진은 동일한 단층 슬립 현상에서 발생하는 광대역 지진파의 고주파 성분(1 Hz 이상)과 저주파 성분(0.01-0.1 Hz)가 서로 독립적으로 관측되는 현상이라고 주장한다. 여기서 고주파 성분이 저주파 지진, 저주파 성분이 초저주파 지진인 이 광대역 단층 미끄러짐 현상을 "광대역 느린 지진"(broadband slow earthquake)이라고 부른다.

## 느린 지진과 지진 예측

### 슬로우 슬립의 지진 유발
슬로우 슬립으로 발생하는 판의 미끄러짐이 고착 영역에 영향을 주어 대지진을 유발할 수 있다는 주장이 있다. 슬로우 슬립이 발생할 때마다 인접한 고착 영역에 응력이 추가되기 때문이다.
한편 2007년 8월 16일과 18일 일어난 지바현 동쪽 해역 지진이나 2011년 3월 11일 도호쿠 지방 태평양 해역 지진이 발생하기 약 1달 전 등 군발지진 활동과 동시에 슬로우 슬립이 관측되는 경우가 있다. 이는 슬로우 슬립이 지진을 유발시켜 발생한 것으로 추정된다. 이와 유사한 현상이 일본에서는 이와테현 먼바다와 후쿠시마현 남부 해역에서 보고되었다. 또한 2022년에는 난카이 해곡의 구마노나다에서 단기 슬로우 슬립과 미세한 판 경계의 군발지진이 동시에 발생하는 현상을 처음으로 확인했다. 또한 세계 각지에서도 이와 유사한 현상을 관측했다.
하지만 슬로우 슬립을 발생 상황을 가지고 다음 번 대지진의 발생 시기나 그 규모를 예측하거나 대지진이 발생하지 않겠다고 확실하게 예측하기에는 부족하다. 그럼에도 일본에서는 슬로우 슬립이 발생하는 지역에 지진 발생에 대한 당장의 주의를 촉구하는 정도의 안내는 계속 이뤄지고 있다.
2018년 6월 사가미 해곡 위에 있는 보소반도 해역에서 발생한 슬로우 슬립에 대해서 주의를 발령한 일본 정부 지진조사위원회의 히라타 나오시 위원장은 "안타깝게도 현재의 지진학 지식으로는 언제 어디서 지진이 발생할 지 예측할 수 없다. (중략) 그렇다면 왜 11일 기자회견에서 주의를 촉구했나. 그건 지난 6월부터 지바현 동쪽 해역의 판 경계에서 '슬로우 슬립'(천천히 미끄러지는 현상)이 발생했다는 것을 기상청과 연구기관의 데이터를 통해 확인했기 때문이다.", "과거에 발생했던 일은 또 다시 비슷하게 일어날 확률이 높다. 그런 의미에서 경각심을 불어일으켰다. 소위 말하는 '지진예보'와는 다르다. 큰 지진이 발생한 후에는 여진에 대한 주의를 당부하는데 이와 비슷한 주의이다."라고 말했다.

### 슬로우 슬립이 관측되었던 지진

#### 도호쿠 지방 태평양 해역 지진
2011년 3월 11일 발생한 일본 도호쿠 지방 태평양 해역 지진은 판 경계간 지진으로 모멘트 규모는 Mw9.1이다. 이 초거대지진의 진원역 내부에서는 2011년 2월부터 슬로우 슬립이 일어나고 있었다. 슬로우 슬립으로 발생한 판 경계의 응력 변화로 도호쿠 지방 태평양 해역의 전진 활동(2월의 Mj5.2에서 Mj5.5의 지진, 3월 9일 발생한 Mj7.3의 지진)이 유발된 것으로 추정된다.

#### 칠레 이키케 지진
2014년 4월 1일 칠레 북부 이키케 연안의 칠레 해구 판 경계에서 규모 M8.1의 지진이 발생했다. 이 지진이 발생하기 약 8개월 전부터 진원지 인근에서 슬로우 슬립이 발생했다. 이 슬로우 슬립은 Mw4에서 Mw5.5의 군발지진 활동을 동반했다.

#### 멕시코 게레로 지진
2014년 4월 18일 멕시코 게레로주 해역의 중앙아메리카 해구 판 경계에서 규모 M7.3의 지진이 발생했다. 이 지진의 진원지 바로 아래쪽의 판 경계면에서는 2014년 2월부터 장기 슬로우 슬립이 발생했다. 슬로우 슬립으로 일어난 판 경계면의 응력 변화가 지진을 유발한 것으로 추정된다.

## 같이 보기
- 해일지진
- 정상 미끄러짐
- 크리프 단층
- 지진전조현상
- 저주파 지진
- 프리슬립
- 여효변동